# Alexander Nasmyth

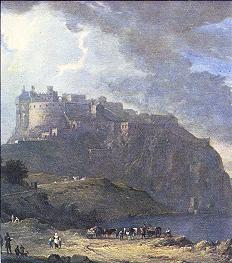
Zamek w Edynburgu autorstwa Alexandra Nashmitha (1780)

Alexander Nasmyth (ur. 9 września 1758 w Edynburgu, zm. 10 kwietnia 1840 tamże) – szkocki malarz portrecista i pejzażysta.
Studiował w Trustees’ Academy w Edynburgu pod kierunkiem Alexandra Runcimana. W wieku 16 lat zwrócił uwagę malarza Allana Ramseya, który zabrał go ze sobą do Londynu i zatrudnił w swojej pracowni. W 1778 wrócił do Edynburga, gdzie otrzymywał głównie zamówienia na portrety. Asystował również szkockiemu bankierowi Patrickowi Millerowi of Dalswinton jako kreślarz. Miller udzielił mu pożyczki na studia we Włoszech, dokąd wyjechał w 1782 i pozostał przez dwa lata. Po powrocie namalował Portret Roberta Burnsa (1787), znajdujący się w Szkockiej Galerii Narodowej. Jego liberalne poglądy przyczyniły się do utraty licznych mecenasów pochodzących z arystokracji, przez co zmalały także zamówienia na portrety. Zajął się malarstwem pejzażowym, malował także scenografie teatralne.
Wszystkie jego sześć córek zyskało lokalną reputację artystek, a jego najstarszy syn, Patrick Nasmyth (1787–1831) również został malarzem. Jego drugi syn James Nasmyth był inżynierem.